# Godfrey Rampling
Godfrey Rampling   (Londres, 14 de maig de 1909 - Bushey, 20 de juny de 2009) va ser un atleta i oficial de l'exèrcit anglès, especialista en curses de velocitat, que va competir durant la dècada de 1930. Era el pare de l'actriu Charlotte Rampling.

## Carrera militar
Nascut a Blackheath, Londres, era fill de Gertrude Anne i Horace Johnson Rampling. Després d'estudiar a la Reial Acadèmia Militar de Woolwich fou designat segon tinent de la Royal Artillery el 1929. El 1932 va ser ascendit a tinent. Es va retirar el 1958, després de 29 anys de servei.

## Carrera esportiva
El 1932 va prendre part en els Jocs Olímpics d'Estiu de Los Angeles, on va disputar dues proves del programa d'atletisme. Guanyà la medalla de plata en els 4x400 metres relleus, formant equip amb Crew Stoneley, Thomas Hampson i David Burghley, mentre en els 400 metres quedà eliminat en semifinals. Quatre anys més tard, als Jocs de Berlín, tornà a disputar dues proves del programa d'atletisme. Guanyà la medalla d'or en els 4x400 metres relleus, formant equip amb Frederick Wolff, William Roberts i Godfrey Brown, mentre en els 400 metres quedà eliminat en semifinals. En la final dels 4x400 metres aconseguí un nou rècord d'Europa de la distància.
En el seu palmarès també destaquen dues medalles d'or als Jocs de l'Imperi Britànic de 1934, en les 400 iardes i els 4x440 iardes. També va guanyar els campionats britànics de la AAA en els 400 metres el 1931 i el 1934.
Durant uns anys va ser el medallista d'or olímpic viu més vell del Regne Unit i posteriorment el competidor olímpic viu més vell.

## Millors marques
- 200 metres. 21.9" (1931)
- 400 metres. 47.5" (1936)[8]